# Кёльш

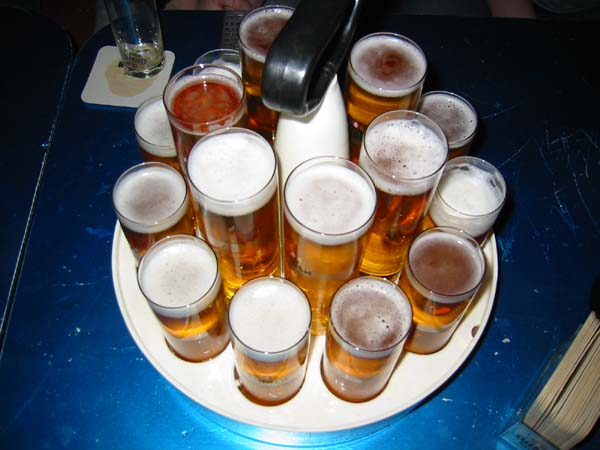
Поднос с кёльшем

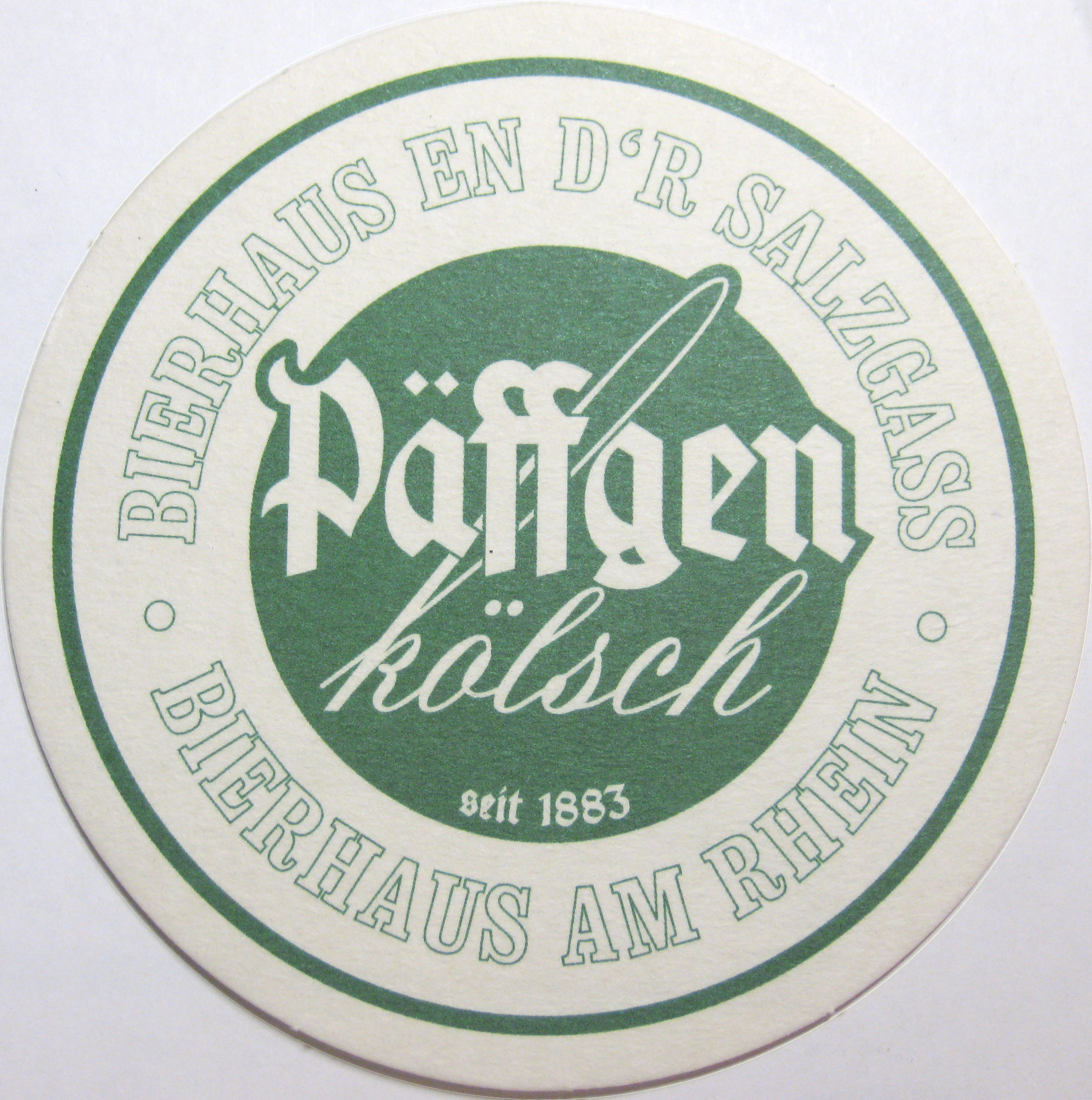
Подставка под кёльш

Кёльш (нем. Kölsch) — название специального светлого пива, которое варится в городе Кёльне.
Это пиво верхового брожения имеет слегка горький вкус, чувствуется хмель. Содержание алкоголя 4,8 %. Какое пиво имеет право называться Кёльш, определено в «Конвенции кёльш» (Kölsch-Konvention). В 1997 Кёльш Евросоюзом был принят в число защищённых региональных сортов.
Кёльш пьют из специальных стаканов (Kölner Stange) вместимостью 0,2 литра. Постепенно входят в употребление и бо́льшие стаканы вместимостью 0,3 или 0,4 литра. В пивных, где особо ценят традицию, можно встретить и пол-кёльша в стакане вместимостью 0,1 литра (Stößchen).
Как большинство сортов пива верхового брожения, кёльш раскрывает свой полный аромат только при определённой температуре. Поэтому его пьют не «ледяным», а при температуре 8-10 °C.